# Klara Žižić
Klara Žižić (Promina kraj Drniša, 1626. – Šibenik, 21. rujna 1706.) – službenica Božja, kandidatkinja za sveticu, časna sestra utemeljiteljica hrvatske redovničke zajednice "Družba sestara franjevki od Bezgrješne"
Rođena je u župi Promini između Drniša i Knina. Na rođenju je dobila ime Mara, a Klara joj je redovničko ime. Živjela je na području pod turskom vlašću. Nakon potpisivanja Kandijskog mira između Turaka i Mlečana 1669. i utvrđivanja granica 1671., Klara dolazi u Šibenik, koji je bio pod vlašću Mlečana i nastanjuje se u jednoj maloj i siromašnoj kući u šibenskom Varošu. Zajedno sa Serafinom Burmaz započela je redovnički život, 17. studenog 1679. u crkvi sv. Lovre uz dopuštenje tadašnjeg šibenskog biskupa Ivana Dominika Callegarija. Posvetile su se Bogu po pravilima utvrđenim od pape Lava X. Klara je bila prva i doživotna poglavarica reda. Vođena Duhom Svetim, prihvatila je redovnički način života sv. Franje s posebnim naglaskom na zajedništvo, siromaštvo i pokoru. Majka Klara iskusila je progone Turaka pa je prednjačila u pomaganju siromašnima i nemoćnima. U potpunu siromaštvu i bez posjeda, živjela je od milostinje pouzdavajući se u Božju providnost. Pomagala je izbjeglicama s turskog područja. Kad je umrla 1706. pokopana je u grobnici u crkvi sv. Lovre u Šibeniku. Šibenčani su za tada nju napisali: "Žaljaše je vas grad i Varoš, budući da je 27 godina pod svetim habitom kako jedna svića sijala poniženstvom i z dobrom prilikom" te su još napisali za nju i s. Serafinu: "One se učiniše jedno ogledalo ovoga Mista, a navlastito Klara. Ona se viđaše sveti život činiti, u svakom obsluženju i dobri dili." Pokrenut je postupak, da se proglasi blaženom i svetom. Sjedište postolature je u Šibeniku. 
30. svibnja 2016., završen je biskupijski kanonski postupak za proglašenje blaženom službenice Božje majke Klare Žižić. Predan je 16. lipnja 2016. na Kongregaciji za svece u Rimu. 30. lipnja 2017. je rimska Kongregacija za svete na čelu s prefektom kardinalom Angelom Amatom izdala je "Dekret valjanosti", čime je pozitivno ocijenila istražni Biskupijski postupak koji je obavio biskupski ordinarijat u Šibeniku o životu, krepostima, glasu svetosti i znakovima (čudesima) službenice Božje Klare Žižić, utemeljiteljice Družbe sestara franjevki od Bezgrešne.

## Vanjske poveznice
- Slika na Laudato.hr[neaktivna poveznica]
- Otvorena trogodišnja priprema za 300. obljetnicu smrti Majke Klare  IKA,  IKA V - 62912/9, 21. rujna 2003.